# Sphaerostephanos hernaezii
Sphaerostephanos hernaezii är en kärrbräkenväxtart som beskrevs av Holtt. Sphaerostephanos hernaezii ingår i släktet Sphaerostephanos och familjen Thelypteridaceae. Inga underarter finns listade.